# Порошино (Бабаевский район)
Порошино — деревня в Бабаевском районе Вологодской области.
Входит в состав Борисовского сельского поселения, с точки зрения административно-территориального деления — в Борисовский сельсовет.
Расположена на левом берегу реки Нижняя Чужбойка. Расстояние по автодороге до районного центра Бабаево составляет 64 км, до центра муниципального образования села Борисово-Судское — 2 км. Ближайшие населённые пункты — Занино, Некрасово, Харчевня.
Неподалёку от деревни на берегу речки расположена Церковь Покрова на Нижней Чужбойке.
Население по данным переписи 2002 года — 96 человек (45 мужчин, 51 женщина). Преобладающая национальность — русские (99 %).